# Giuria

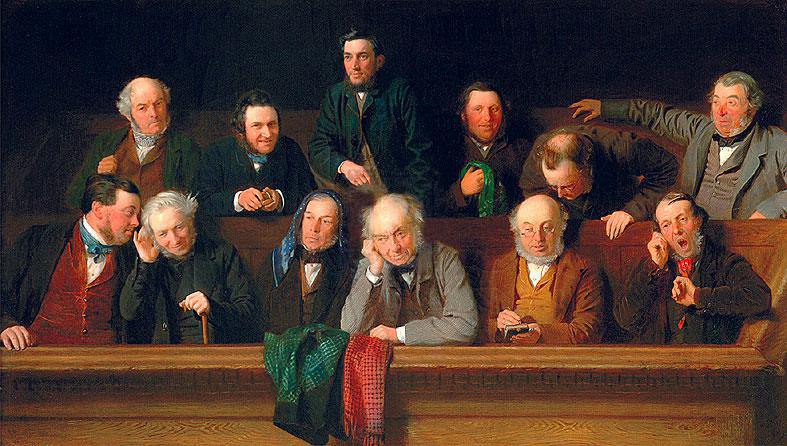
Un dipinto del 1861 che ritrae una giuria inglese

Una giuria (dall'inglese jury, a sua volta dal francese arcaico jurée) è in senso proprio un gruppo di persone, legate da un giuramento, incaricato di svolgere un certo compito.

La giuria è essenzialmente una struttura tipica del diritto, per estensione il termine viene anche utilizzato quando un gruppo di persone è chiamato a stabilire il vincitore o il più meritevole in una qualche contesa come ad esempio un concorso di bellezza o una gara tra progetti architettonici.
I membri di una giuria sono detti giurati.

## Storia
L'istituto, dal punto di vista giuridico, è tipico negli ordinamenti di common law, diffusasi però anche nell'area di civil law dopo la Rivoluzione francese; viene utilizzata soprattutto in ambito penale, nel qual caso i giurati decidono, sulla base delle prove addotte, sulla colpevolezza dell'accusato, mentre il giudice togato decide sulla pena da applicare al colpevole. La giuria anglosassone si compone tipicamente di 12 giurati (ma in Scozia sono 15) nei processi penali, mentre nei processi civili sono in molti casi solo 6. In alcuni ordinamenti di common law esiste anche una particolare giuria, più ampia e perciò detta grand jury, chiamata a stabilire se le prove raccolte sono sufficienti per iniziare un processo penale nei confronti di una persona.
Un diverso modello è quello che va sotto il nome di scabinato: in questo caso i giudici laici siedono assieme ai giudici togati in un unico collegio, che decide tanto sulle questioni di fatto quanto su quelle di diritto. Il sistema dello scabinato, introdotto in Germania nel 1924, è utilizzato anche in Italia nella corte d'assise, dove accanto a due giudici togati siedono sei giudici popolari, nonché in Francia, Svezia, Portogallo, Svizzera e Grecia. Esiste anche un sistema misto in cui i giurati decidono, in un collegio a sé, sulla colpevolezza, per poi riunirsi in un unico collegio con i giudici togati e decidere sulla pena: è stato introdotto in Francia nel 1932 ma poi abbandonato, mentre è tuttora utilizzato in Belgio, Austria e Norvegia.
In Europa un solo ordinamento non utilizza tutt'oggi alcuna forma di giuria, i Paesi Bassi, mentre negli altri il sistema dello scabinato e quello misto hanno nel tempo soppiantato la giuria di tipo anglosassone, che era stata introdotta in Francia con la Costituzione del 1791, poi imitata da altri stati, ed è ora rimasta, oltre che nei paesi di common law, in Spagna e in Russia; in Italia il passaggio dalla giuria di tipo anglosassone allo scabinato è avvenuto nel 1931. A livello mondiale va ricordata l'abolizione della giuria da parte di un paese di common law come l'India, avvenuta nel 1959.

## Nel diritto processuale
Nell'accezione più nota per giuria s'intende un organo collegiale utilizzato in diversi ordinamenti, soprattutto di common law, con funzioni di giudice, per lo più penale, formato da cittadini che non svolgono tale attività in modo professionale (sono, in altri termini, giudici laici).

### Caratteristiche generali
Il ruolo e la composizione delle giurie variano notevolmente da un ordinamento all'altro ed esistono anche ordinamenti che non le prevedono affatto. Un tratto comune è che i membri della giuria sono persone senza particolare formazione giuridica, che non svolgono l'attività di giudice a titolo professionale. Sono per lo più estratti a sorte tra i cittadini che possiedono determinati requisiti (maggiore età, un certo livello di studio o almeno la capacità di leggere e scrivere ecc.) ma non mancano casi in cui la nomina o, quanto meno, la formazione delle liste per l'estrazione è fatta da un organo politico. Solitamente la partecipazione alla giuria da parte di coloro che sono stati selezionati è obbligatoria.
Nei sistemi di common law in genere i giurati operano a fianco di giudici togati, ma il ruolo degli uni e degli altri varia, sicché si possono individuare vari modelli di giuria. Nelle giurie interamente popolari, o giurie in senso stretto, i giurati costituiscono un collegio a sé e decidono con un verdetto non motivato sulle questioni di fatto, mentre le questioni di diritto sono decise dai giudici togati con la sentenza.